# Chun Doo-hwan
Dans ce nom, le nom de famille, Chun, précède le nom personnel.
Chun Doo-hwan (en coréen : 전두환, /tɕʌn tuɦwɐn/ → /tɕʌnduɦwɐn/), né le 18 janvier 1931 à Naechonri, en Corée et mort le 23 novembre 2021 à Séoul, est un général et homme d'État sud-coréen. Il est président de la République du 1er septembre 1980 au 24 février 1988 après avoir renversé son prédécesseur.
Après l'assassinat en 1979 du président Park Chung-hee, un dictateur militaire au pouvoir depuis 1962, Chun orchestre le coup d'État militaire du 12 décembre 1979, mettant fin à la brève phase de démocratisation qui avait suivi la mort de Park. Il consolide sa dictature militaire lors d'un second coup d’État le 17 mai 1980, à la suite duquel il déclare la loi martiale et crée des camps de rééducation. Il instaure la très autoritaire Cinquième République le 3 mars 1981, puis cède le pouvoir en 1987 à son allié Roh Tae-woo.
En 1996, après la chute de Roh Tae-woo en 1993, Chun est condamné à mort pour son rôle dans le massacre de Gwangju qui fit des milliers de morts en 1980, mais est gracié l'année suivante, en même temps que Roh Tae-woo, par le président Kim Young-sam. Il est cependant condamné à payer une amende de 203 millions de dollars, soit la somme qu'il avait détourné à son profit durant son régime.

## Enfance
Chun est né le 18 janvier 1931 à Yulgok-myeon, une petite commune pauvre de Hapcheon, dans la province du Gyeongsang du Sud, pendant la colonisation impériale japonaise de la Corée. Chun Doo-hwan est le fils de Chun Sang-woo et Kim Jeong-mun. Les deux grands frères de Chun, Yeol-hwan et Kyuu-gon, décèdent lors d'un accident alors qu'il était enfant. Aux environs de 1936, la famille de Chun emménage à Daegu, endroit où il intègre l'école primaire de Horan. Son père était en conflit avec la police japonaise dans le passé, et celui-ci tue un officier de police en hiver 1939. Sa famille fuit immédiatement vers Jilin, en Chine, endroit dans lequel la famille reste cachée deux ans avant de revenir.

## Carrière
Issu d'une famille paysanne, Chun Doo-hwan est entré à l'Académie militaire coréenne en 1951 dont il sort diplômé en 1955. Il a ensuite exercé des fonctions de commandement des troupes sud-coréennes, engagées aux côtés des États-Unis lors de la guerre du Viêt Nam. En février 1979, il est nommé chef du commandement intégré des forces de sécurité.

### Accession au pouvoir
Après l'assassinat le 26 octobre 1979 du général Park Chung-hee, président de la République, par le chef des services secrets sud-coréens Kim Jae-kyu (en), la Corée du Sud entre dans une brève phase de démocratisation, à laquelle met fin le coup d'État militaire du 12 décembre 1979 qu'il conduit.
Ayant été nommé en avril 1980 chef des services secrets sud-coréens (KCIA), il mène le coup d'État du 17 mai qui voit la loi martiale être imposée dans tout le pays. Il participe à la répression du soulèvement de Gwangju qui s'ensuit et qui proteste contre l'extension de la loi martiale. Des milliers de manifestants, étudiants, syndicalistes, sont tués pendant les neuf jours de répression organisés par le régime sud-coréen.
Le 20 mai 1980, il dissout l'Assemblée nationale en déployant l'armée dans celle-ci. Puis il contraint le président Choi Kyu-ha à démissionner le 16 août 1980. Il se débarrasse de ses rivaux potentiels au sein du régime militaire, ordonnant l'arrestation du chef d’état-major, au motif fallacieux de complicité dans l’assassinat de Park, ainsi que d'une vingtaine d'hommes politiques.
Devenu le nouvel homme fort du régime militaire, Chun Doo-hwan est élu président le 27 août 1980 par la Conférence nationale pour la réunification, élection présidentielle confirmée en février 1981.

### Présidence
Le régime militaire du général Chun Doo-hwan est marqué par la poursuite du « miracle économique » sud-coréen, caractérisé par des taux de croissance économique élevés mais également par un fort endettement et la répression des mouvements syndicaux.
Son règne est aussi marqué par l'usage généralisé de la torture contre les dissidents et la répression de la liberté d'expression. À partir d'août 1980, des dizaines de milliers de personnes sont arrêtées dans le cadre d'une campagne de nettoyage social visant à éliminer les maux sociaux tels que la contrebande et la drogues. Quelque 42 000 victimes ont été détenues dans le camp de rééducation de Samchung pour y être soumises à une « éducation purificatrice ». Plus de 60 000 personnes ont été arrêtées en six mois, entre août 1980 et janvier 1981, subissant des violences et des travaux forcés dans les camps de rééducation.
Le 9 octobre 1983, l'attentat de Rangoun organisé par la Corée du Nord contre Chun Doo-hwan au Mausolée du Martyr, près de la pagode Shwedagon, fait 17 morts dans son entourage, dont quatre ministres. Malgré la rencontre de parlementaires des deux Corée le 23 juillet 1985, la Corée du Sud refuse la proposition nord-coréenne de coorganiser les Jeux olympiques prévus à Séoul en 1988. Impulsées par les étudiants, les manifestations pour la démocratisation du régime mettent l'accent sur l'élection du président de la République au suffrage universel ainsi que sur le départ des troupes américaines de Corée du Sud. Face à l'ampleur des mouvements de contestation, le général Chun Doo-hwan accepte la tenue de l'élection présidentielle au suffrage universel direct en décembre 1987. Le candidat qu'il soutient, le général Roh Tae-woo, est élu à la faveur de la division de l'opposition. L'ancien bras droit de Chun Doo-hwan rompt toutefois avec la politique de son prédécesseur en prenant des mesures de libéralisation politique.

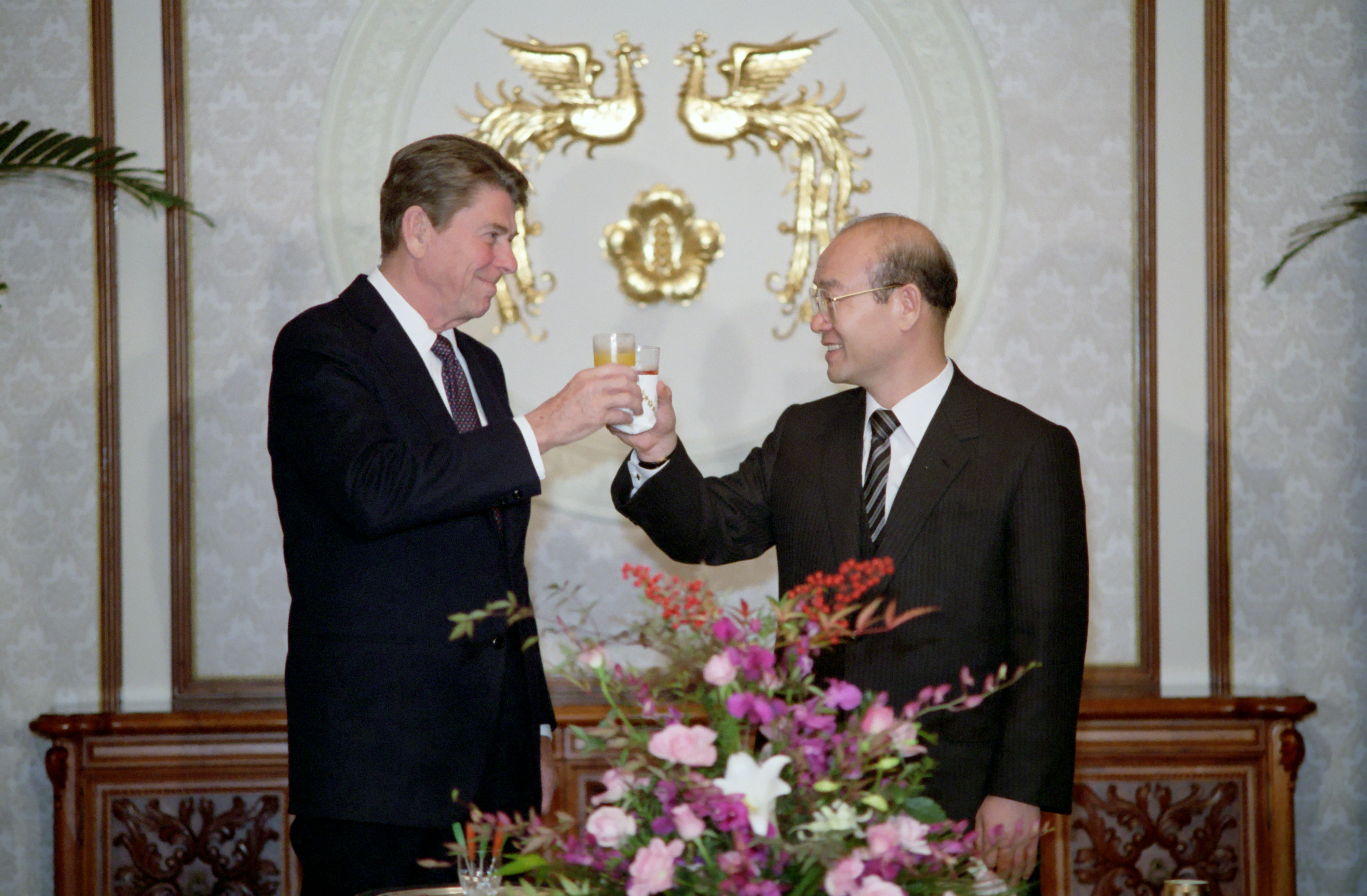
Rencontre entre le président américain Ronald Reagan et Chun Doo Hwan, le 13 novembre 1983.

## Condamnation
Poursuivi pour son implication dans le coup d'État de 1979 et la répression du soulèvement de Gwangju en 1980, ainsi que pour corruption, Chun Doo-hwan est tout d'abord condamné à mort lors de son premier procès en 1996 avant que la cour suprême transforme cette peine en prison à vie en 1997. Il est libéré après avoir été emprisonné deux ans, sur l'intervention du nouveau président Kim Dae-jung élu fin 1997. Cette décision a été prise dans une volonté de réconciliation nationale par l'ancien opposant Kim Dae-jung, lui-même condamné à mort par le régime militaire en mai 1980.

## Mort
Il meurt le 23 novembre 2021 à l’âge de 90 ans.